# Великая Копаня
Вели́кая Копа́ня (укр. Велика Копаня) — село в Виноградовской городской общине Береговского района Закарпатской области Украины.
Население по переписи 2001 года составляло 3457 человек. Почтовый индекс — 90330. Телефонный код — 03143. Занимает площадь 58,83 км². Код КОАТУУ — 2121281501.

## История
15 марта 1939 возле села Великая Копаня «сечевые стрельцы» дали первый решительный бой регулярным венгерским войскам. Большинство из них героически погибли. В честь шестидесятой годовщины их героической гибели на Красном поле между городом Хустом и селом Большая Копаня отважным патриотам открыт памятник. Есть памятные доски на домах, посвященные этим событиям.
В 1930 году из закарпатского села Великая Копаня в город Добржиков отправилась греко-католическая деревянная церковь Всех Святых, построенная в 1669 году. По 16000 крон, а это немалые по тем временам деньги, её выкупил и перевез железной известной чешский политик, первый министр национальной обороны Чехословакии Вацлав Клофач. После проведенной в 1931 году реконструкции церковь сам Клофач называл «добржиковським сокровищем».
10 июня 2014 года в селе был установлен монумент «Небесной сотне». При поддержке головы села Василия Ивановича Пилипа и районной власти было торжественное открытие памятника погибшим на Майдане.